# 네트워크 참TV
네트워크 참TV는 매주 토요일 오전 5시 10분에 KBS 1TV로 방송되는 지역총국 프로그램이다.

## 기획 의도
건강하고 행복한 참살이를 위해 제작한 지역총국 프로그램이다.

## 방송 시간
전국 방송 시간은 토요일을 기준으로 구분된다.
※ 2012년 10월 8일 : KBS 1TV 24시간 방송체제 도입 이후 기준임.
| 방송 채널    | 방송 기간                           | 방송 시간                                 |
| ------------ | ----------------------------------- | ----------------------------------------- |
| 창원 KBS 1TV | 2004년 11월 7일 ~ 2010년 5월 9일    | 매주 일요일 오전 8:10 ~ 9:00 (50분)       |
| 창원 KBS 1TV | 2011년 1월 2일 ~ 2013년 4월 7일     | 매주 일요일 오전 8:10 ~ 9:00 (50분)       |
| 창원 KBS 1TV | 2010년 5월 14일 ~ 2010년 12월 10일  | 매주 금요일 오후 4:10 ~ 5:00 (50분)       |
| 창원 KBS 1TV | 2013년 4월 13일 ~ 2013년 5월 4일    | 매주 토요일 저녁 7:10 ~ 밤 8:00 (50분)    |
| 창원 KBS 1TV | 2013년 5월 19일 ~ 2013년 10월 13일  | 매주 일요일 밤 11:30 ~ 12:20 (50분)       |
| 창원 KBS 1TV | 2013년 10월 27일 ~ 2013년 12월 29일 | 매주 일요일 밤 12:10 ~ 1:00 (50분)        |
| 창원 KBS 1TV | 2014년 1월 5일 ~ 2014년 1월 19일    | 매주 일요일 밤 12:20 ~ 1:10 (50분)        |
| 창원 KBS 1TV | 2014년 2월 6일 ~ 2014년 4월 3일     | 매주 목요일 오전 11:00 ~ 11:55 (55분)     |
| 창원 KBS 1TV | 2014년 4월 13일 ~ 2014년 12월 28일  | 매주 일요일 오전 7:10 ~ 8:00 (50분)       |
| 창원 KBS 1TV | 2015년 1월 5일 ~ 2015년 2월 9일     | 매주 월요일 밤 12:20 ~ 1:10 (50분)        |
| 창원 KBS 1TV | 2015년 2월 27일 ~ 2015년 5월 29일   | 매주 금요일 밤 1:00 ~ 1:50 (50분)         |
| 창원 KBS 1TV | 2015년 6월 4일 ~ 2017년 1월 5일     | 매주 목요일 밤 1:20 ~ 2:10 (50분)         |
| 창원 KBS 1TV | 2017년 1월 12일 ~ 2017년 5월 18일   | 매주 목요일 오전 11:00 ~ 낮 12:00 (1시간) |
| 창원 KBS 1TV | 2017년 6월 8일 ~ 2019년 9월 5일     | 매주 목요일 오후 2:50 ~ 4:00 (1시간 10분) |
| 창원 KBS 1TV | 2019년 9월 20일 ~ 2020년 2월 21일   | 매주 금요일 오후 2:40 ~ 4:00 (1시간 20분) |
| 창원 KBS 1TV | 2020년 3월 27일 ~ 2020년 6월 26일   | 매주 금요일 오후 3:00 ~ 4:00 (1시간)      |
| 창원 KBS 1TV | 2020년 7월 3일 ~ 2022년 4월 29일    | 매주 금요일 오후 2:30 ~ 4:00 (1시간 30분) |
| 창원 KBS 1TV | 2022년 5월 6일 ~ 현재               | 매주 금요일 오후 2:10 ~ 4:00 (1시간 50분) |
| KBS 1TV      | 2012년 10월 22일 ~ 2013년 4월 1일   | 매주 월요일 밤 2:30 ~ 3:20 (50분)         |
| KBS 1TV      | 2013년 4월 15일 ~ 2013년 12월 30일  | 매주 월요일 밤 2:40 ~ 3:30 (50분)         |
| KBS 1TV      | 2014년 1월 17일 ~ 2014년 8월 29일   | 매주 금요일 밤 3:00 ~ 3:50 (50분)         |
| KBS 1TV      | 2014년 9월 6일 ~ 현재               | 매주 토요일 오전 5:00 ~ 6:00 (1시간)      |

## 역대 진행자
- 1대 고민정 : 2004.11.7 ~ 2005.4.3
- 2대 김재홍 : 2005.4.10 ~ 2006.11.19
- 3대 최송현 : 2006.11.26 ~ 2007.4.1
- 4대 엄지인 : 2007.4.8 ~ 2007.4.29
- 5대 박소영 : 2007.5.6 ~ 2008.11.16
- 6대 이아롬 : 2008.11.23 ~ 2012.10.7
- 7대 심인보 : 2012.10.14 ~ 2014.10.5
- 8대 신유진 : 2014.10.12 ~ 2016.6.23
- 9대 이재성 : 2016.6.30 ~ 2017.1.12
- 10대 이예원 : 2024.3.08 ~ 방송예정

## 방송 회차

### 2004년
| 회차 | 방송일    | 제목 (원제)                              |
| ---- | --------- | ---------------------------------------- |
| 4    | 11월 28일 | 자신에게로 떠나는 여행                   |
| 5    | 12월 5일  | 그레이스리의 맛여행, 재래된장, 약초      |
| 6    | 12월 12일 | 녹차, 새싹채소, 삼색별미                 |
| 7    | 12월 19일 | 온천여행, 레포츠 문경, 나이는 숫자일 뿐! |
| 8    | 12월 26일 | 이색송년모임, 이색해장음식, 제철 미역    |

### 2005년
```
 57   [2005/12/25] 웰빙육아!, 천연보약 청국장, 해장요리 열전! 2005/12/26  804
 56   [2005/12/18] 중금속 해독 제2탄, 녹황색 채소의 힘
 55   [2005/12/11] 중금속 해독 제1탄, 실버들의 삶의 현장, 과메기&밥식해  2005/12/12  824
 54   [2005/12/04] 겨울철 실내가습!, 웰빙 고등어, 떴다! 팔방미(米)인!  2005/12/05  714
 53   [2005/11/27] 웰빙해물요리 아귀VS 굴, 우리 옷, 국물요리 열전  2005/11/28  622
 52   [2005/11/20] 가을여행,수험생을 위한 건강백서,김치의 재발견  2005/11/21  704
 51   [2005/11/13] 대안 생리대, 꽃마을, 가을 보양식 2005/11/14  625
 50   [2005/11/06] 환절기 건강지킴이 가을茶, 발코니 활용법 아는만큼 넓어진다 2005/11/14  668
 49   [2005/10/30] 가을국화 속으로~,배농사 짓는 젊은 부부, 웰빙 페스트푸드  2005/10/31  633
 48   [2005/10/23] 특별한 감, 소금, 100% 활용, 손으로 만드는 사람들 2005/10/24  687
 47   [2005/10/16] 창녕으로 떠나는 가을여행,가을의 색다른 체험,오감대만족, .. 2005/10/17  591
 46   [2005/10/09] 귀농 부부의 행복 찾기, 가을의 참맛, 청국장 백서  2005/10/10  657
 45   [2005/10/02] 스트레스 날리고, 즐거움 만끽~,선효원 선생님의 행복한 학교.. 2005/10/04  703
 44   [2005/09/25] 건강 마사지, 보수동 책방골목, 세계 음식 여행
 43   [2005/09/11] 가을 산행법, 책 이야기, 고구마 총각  2005/09/12  641
 42   [2005/09/04] 꽃향기 폴폴, 이색 애완동식물!, 깨비예술시장  2005/09/05  494
 41   [2005/08/28] 양인석씨의 늘 푸른 일상 속으로,최초의 사찰밴드,대구 달성.. 2005/08/29  555
 40   [2005/08/21] 노화방지 삼총사,여름밤 춤의 열기,친환경 기능성 식품 2005/08/22  472
 39   [2005/08/14] 무예로 건강을 지킨다!!,이색 건강음식, 김천 옛 솜씨 마을 2005/08/22  493
 38   [2005/08/07] 연꽃의 멋과 향을 찾아서, 여름보양식-아침식사,고속도로 이.. 2005/08/08  594
 37   [2005/07/31] 여름 뜨겁게 그리고 차갑게, 이색가족체험 2005/08/01  469
 36   [2005/07/24] 보물섬 남해로 떠나요!,민물고기 아빠 김영근,울진기행 2005/07/25  473
 35   [2005/07/17] 전통 장맛!,식물의 활용법,여름 입맛 잡아라! 2005/07/18  494
 34   [2005/07/10] 혜광스님의 자연건강,여름 이색체험,웰빙 여름나기  2005/07/11  528
 33   [2005/07/03] 홍현오씨의 자연을 품고 사는 법,달빛 사랑여행,자연속 건강 .. 2005/07/04  627
 32   [2005/06/26] 자동차의 오랜 멋,웰빙 전도사 이명해,푸른보약 매실
 31   [2005/06/19] 도심속 휴식처,고래마을 장생포,경상도 辛바람! 2005/06/20  538
 30   [2005/06/12] 생태 집짓기, 금연, 크리스탈 2005/06/13  488
 29   [2005/06/05] 여름철 피부관리, 이색테라피, 작은음악회 2005/06/07  495
 28   [2005/05/29] 포크아트, 수퍼푸드&약선요리, 야드 세일 2005/05/30  509
 27   [2005/05/22] 와인, 학교기업도 웰빙시대, 과학 생활 속으로 2005/05/23  510
 26   [2005/05/15] 산사체험-해인사,산사-도심으로 오다!,무학고에는 학교 엄마.. 2005/05/16  487
 25   [2005/05/08] 건강한 출산, 색채요법, 어떤 아버지의 행복 2005/05/09  495
 24   [2005/05/01] 이색 민박집, 인생 대역전!, 아름다운 곳 기장 2005/05/02  578
 23   [2005/04/24] 봄철 모발 관리법, 승마&요트, 이색 미술관 2005/04/25  537
 22   [2005/04/17] 다이어트 열풍, 쑥, 밤 문화 2005/04/18  605
 21   [2005/04/10] 생태유아교육, 건강간식, 퓨전시대 새로운문화 2005/04/11  636
 20   [2005/04/03] 골라먹는 물, 울주 여행, 문화거리 대구 종로
 19   [2005/03/27] 섬진강 기행, 채식, 박물관의 재발견  2005/03/28  553
 18   [2005/03/20] 봄 제철음식, 황토, 문경 2005/03/21  515
 17   [2005/03/06] 발 건강, 대구 시티투어, 자연이 건강을 2005/03/07  685
 16   [2005/02/27] 컬러푸드, 맞춤시대,역사도시 안동 2005/02/28  507
 15   [2005/02/20] 꼬꼬가족,허브,DIY 2005/02/21  506
 14   [2005/02/13] 해안도로,쉼의 문화,부산의 맛속 2005/02/14  471
 13   [2005/02/06] 이한치한 겨울나기,떡자매와 처용탈 부자,울릉도 2005/02/14  548
 12   [2005/01/30] 전통주,겨울레포츠,실속동호회 2005/01/31  592
 11   [2005/01/23] 실내스포츠열전,선상 크루즈 여행,비슬산 얼음축제  2005/01/24  681
 10   [2005/01/16] 겨울 가족여행,퓨전운동,겨울레포츠  2005/01/17  563
 9   [2005/01/09] 풍수인테리어,봉화맛기행,낙동강하구
```

### 2006년
```
 68   [2006/04/02] 황사야 물럿거라! 돼지고기 나가신다,맛과 멋이 있는 곳! 대..
 67   [2006/03/26] 해산물 비빔밥, 자연 속 숨은 맛 찾기!, 지금 바다엔 조개가 .. 2006/03/27  832
 66   [2006/03/19] 산청 봄여행, 봄을 부르는 바다 기장, 수상한 이색음식 속으.. 2006/03/20  797
 65   [2006/03/05] 봄철 3대 질환을 잡아라!,67세 패러글라이더 곽삼덕씨,미역과.. 2006/03/06  766
 64   [2006/02/26] 봄철 창문 인테리어, 봄나물 열전, 수수팥떡 2006/02/27  848
 63   [2006/02/19] 고속도로 맛기행!, 밀양나들이!, 구수한 된장의 화려한 변신 2006/02/21  693
 62   [2006/02/12] 겨울을 녹인다.구들장, 2006 정월대보름 '액운아 물렀거라!' 2006/02/13  705
 61   [2006/02/05] 폐교의 화려한 변신, 구수한 고향의 맛! 시래기, 만두열전 2006/02/06  655
 60   [2006/01/22] 떡의 화려한 변신, 흙집에 살으리랏다!, 복고 열풍 2006/01/23  819
 59   [2006/01/15] 장익는 마을, 웰빙 명상, 찜요리 열전 2006/01/16  693
 58   [2006/01/08] 디톡스 요법, 산사에서 하룻밤!, 세계의 신년요리 열전
```

### 2008년
```
6   2008년 12월 28일 방송 - 겨울철, 따뜻한 산청 기행!  김성애  2009/01/05 62
5   2008년 12월 21일 방송 - 잘난 魚, 못난 魚, 이상한 魚  김성애  2008/12/17 80
4   2008년 12월 14일 방송 - 겨울 속에서 만나는 초록!  김성애  2008/12/11 84
3   12월 7일 방송  김문정  2008/12/11 42
2   11월 30일 방송 - 촉촉한 피부 찾아 떠난 남해 기행!  김성애  2008/11/24 89
1   11월 23일 방송 - 추울수록 제 맛! 하동 참숭어!  김성애  2008/11/24 68
```

### 2009년
```
2009년 1월 4일 방송 - 우리의 소원은 건강! 건강을 찾아라!
2009년 1월 11일 방송 - 신년음식 삼국지
2009년 1월 18일 방송 - 귀향길이 즐겁다! 고속도로 맛집!
2009년 2월 1일 방송 - 맛있는 해초이야기
2009년 2월 8일 방송 - 날개달린 음식이 좋아
2009년 2월 15일 방송 - 독 안에 든 별난 요리
2009년 2월 22일 방송 - 봄이 오는 길목, 花사한 봄의 향기
2009년 3월 1일 방송 - 통영 바다에서 봄을 느끼다
2009년 3월 8일 방송 - 봄바람 따라 제주도로 고고~ 
2009년 3월 15일 방송 - 봄철 불청객, 황사야 물렀거라!
2009년 3월 22일 방송 - 보물섬 남해로 어서오시다
2009년 3월 29일 방송 - 벚꽃과 군항의 도시! 진해
2009년 4월 5일 방송 - 아이 러브 우유
2009년 4월 19일 방송 - 유쾌 상쾌 통쾌! 삼쾌 건강법
2009년 5월 3일 방송 - 속세여 잘있거라! 이색사찰체험!
2009년 5월 10일 방송 - 돼지, 많이 먹어도 되지? 지금은 돼지시대!
2009년 5월 17일 방송 - 그릇이 곧 맛이다! 이색그릇열전
2009년 5월 31일 방송 - 쏙쏙 빠져라! 다이어트 대작전~
2009년 6월 7일 방송 - 집 나가면 더 좋은 집이! 이색펜션
2009년 6월 14일 방송 - 함양에 다 있다~ 함양 기행!
2009년 6월 21일 방송 - 6월 힘의 제왕! 복분자 & 장어
2009년 6월 28일 방송 - 무더운 여름, 더위를 피하는 방법
2009년 7월 5일 방송 - 비가오면 생각나는 그 음식
2009년 7월 12일 방송 - 보양식도 맞춤시대, 사상체질별 보양식
2009년 7월 19일 방송 - SO HOT! 뜨거운 것이 좋아
2009년 7월 26일 방송 - 미니의 세계
2009년 8월 2일 방송 - 외국인 요리사가 떴다
2009년 8월 9일 방송 - 계곡에 가면 다 있다
2009년 8월 16일 방송 - 아! 옛날이여~ 추억을 찾아 떠나는 여행
2009년 8월 30일 방송 - 지역 특산물의 무한변신
2009년 9월 6일 방송 - 통영을 다녀봐 1탄
2009년 9월 13일 방송 - 통영을 다녀봐 2탄
2009년 9월 20일 방송 - 가을이 오면... 바다 별미3인방
2009년 9월 27일 방송 - 블로거의 여왕, 와이프로거 납시오~ 
2009년 10월 11일 방송 - 뿌리깊은 맛! 가문의 맛집
2009년 10월 18일 방송 - 컬러의 유혹! 색(色)다른 세상 속으로~ 
2009년 10월 25일 방송 - 따자 따자 대축제! 수확 현장 속으로...
2009년 11월 8일 방송 - 창녕, 그곳에 가면 특별한 가을이 있다.
2009년 11월 15일 방송 -탈모의 계절 가을, 탈모를 막아라~ 
2009년 11월 22일 방송 - 늦가을, 풍성해서 행복한 땅!
2009년 11월 29일 방송 - 바다에서 건졌다! 물 만난 겨울 생선 출동~
2009년 12월 6일 방송 - 겨울의 불청객, 수족냉증을 잡아라~
2009년 12월 13일 방송- 겨울, 피로와 추위를 이겨내자!
2009년 12월 20일 방송 - 미리 크리스마스
2009년 12월 27일 방송- 씽씽~ 쌩쌩~ 신나는 겨울~ 
```

### 2010년
```
2010년 1월 3일 방송- 새해, 아시아의 전통음식 맛보기!
2010년 1월 10일 방송- 겨울 보양식, 비타민C
2010년 1월 17일 방송 - 복든음식 먹고, 복많이 받으세요
2010년 1월 24일 방송 - 기침 뚝! 기관지에 좋은 음식
2010년 1월 31일 방송 - 지켜주세요~ 소중한 발!
2010년 2월 7일 방송 - 유후~ 달콤함의 유혹
2010년 2월 21일 방송- 한중일양, 누들이 고생이 많다~ 
2010년 2월 28일 방송 - 벗자벗자, 묵은 스트레스!!
2010년 3월 7일 방송 - 봄이 오는 길목에서
2010년 3월 14일 방송 - 날아라 슈퍼푸드~ 
2010년 3월 21일 방송 - 봄! 이상증후군
2010년 4월 4일 방송 - 섬진강, 올 봄 그곳에 가면...
2010년 4월 25일 방송 - 나야나! 무한제공, 나무
2010년 5월 2일 방송- 봄을 찾는 그대, 남해로 오시라~
2010년 5월 9일 방송- 따뜻한 봄 날, 체험하러 떠나요~
2010년 5월 14일 방송- 순's 시대, 향긋한 나의 봄
2010년 5월 28일 방송 - 바다에서 건진 젊음
2010년 6월 4일 방송 - 보양식도 색다르게, 블랙으로~ 
2010년 6월 11일 방송 - 경남의 철인들 슈퍼맨되다
2010년 6월 18일 방송 - 시골마을이 변했다!
2010년 7월 9일 방송 - 초록빛 변신을 꿈꾸는 섬, 연대도
2010년 7월 16일 방송 - 여름을 즐기는 우리의 자세
2010년 7월 23일 방송 - 박물관이 살아있다!!
2010년 8월 6일 방송 - 너희가 민물고기를 알아?
2010년 8월 27일 방송 - 바다별미 대격돌, 전어vs 민어
2010년 9월 3일 방송 - 과일의 여왕, 포도이야기
2010년 9월 17일 방송 - 한가위, 떡중의 떡
2010년 10월 29일 방송 - 가을에 온 귀한손님
2010년 11월 5일 방송 - 산청에서 만난 지리산의 가을
2010년 12월 3일 방송 - 겨울, 굴 없으면 섭섭해!
2010년 12월 10일 방송 - 뜨거운 것이 좋아!
```

### 2011년
```
2011년 1월 2일 방송 - 겨울엔 말려야 산다
2011년 1월 9일 방송 - 거제에서 새해맞이
2011년 1월 16일 방송 - 겨울방학, 두 마리 토끼를 잡아라!
2011년 1월 23일 방송 - 팥요리 나가신다 팥팥!
2011년 1월 30일 방송 - 설 마중 준비완료!
2011년 2월 13일 방송 - 오~래된 밥도둑을 찾아서
2011년 2월 20일 방송 - 지금 대세는 막걸리!
2011년 2월 27일 방송 - 봄, 맛보러갑니다~   
2011년 3월 6일 방송 - 이순신밥상 따라 떠나는 통영여행
2011년 3월 13일 방송 - 통기타의 화려한 부활
2011년 3월 20일 방송 - 봄부터 시작하자, 바르게 걷기!
2011년 3월 27일 방송 - 봄이 쑥~왔다!
2011년 4월 3일 방송 - 아낌없이 주는 나무!
2011년 4월 10일 방송 - 벚꽃잔치, 진해로의 여행
2011년 4월 17일 방송 - 봄날의 동물을 좋아하세요?
2011년 4월 24일 방송 - 축제의 계절, 의령으로 떠나요~ 
2011년 5월 1일 방송 - 피부미인, 녹차를 만나다~ 
2011년 5월 8일 방송 - 남해가 들려주는 이야기
2011년 5월 15일 방송 - 황사가 싫어요
2011년 5월 22일 방송 - 5월, 습지에서 생긴 일!
2011년 5월 29일 방송 - 고성이 품은 과학, 역사, 미술이야기
2011년 6월5일 방송 나는 직장인 가수다
2011년 6월12일 방송 지금은 녹색시대
6월19일방송 <베리베리굿-베리세자매이야기>
6월26일방송 - 자연을 빚는 스님의 밥상
2011년7월3일방송-즐거운나의집
2011년7월10일-가업을잇는사람들
2011년7월17일-알뜰 여름 휴가 ‘팜스테이’
2011년7월24일-거침없이 하이 키
2011년7월31일-여름에 대처하는 우리들의 자세
2011년8월7일-휴가지에서 꼭 먹어봐야 할 별미 '맛캉스'
2011년8월14일-남해지족초등학교 음악회 열리던 날.
2011년8월21일-사천가지 매력이 있는 사천여행
2011년8월28일-수분가득한 알로에
2011년 9월 4일- 전통시장에가면
2011년9월11일 - 장어열전, 붕장어VS갯장어
2011년 9월 18일 - 건강을 부르는 컬러푸드
2011년 9월 25일 - 가을산의 보물들
2011년10월2일 - 씹어야 제맛, 고기열전
2011년10월9일 - 진주를 찾아라
2011년10월16일 - 아이러브 자전거
2011년 11월 27일 - 국화없인 못살아
2011년 12월 4일 - 환절기 건강잡는 유자, 굴
2011년 12월 11일 - 그곳에 가면 먹어봐야 할 겨울철 별미
2011년 12월 18일 - 통영 물메기 VS 거제 물메기
```

### 2012년
```
201   [2012년 11월 18일] "겨울의 길목, 거제도를 가다"  천정화  2012/11/16 35
200   [2012년 11월 11일] "신토불이 와인의 매력 속으로~"  천정화  2012/11/08 38
198   [2012년 10월 28일] "가을이 머무르는 그곳, 창녕 화왕산을 찾아서"  천정화  2012/10/24 26
197   [2012년 10월 21일] "한방의 맛! 약이 되는 음식이야기"  천정화  2012/10/24 20
196   [2012년 10월 14일] "발효가 힘이다!"  천정화  2012/10/15 39
195   [2012년 10월 7일] "환절기 건강, 우리가 책임진다!"  천정화  2012/10/05 33
208   [2012년 12월 30일] "한국에서 즐기는 세계의 맛!"  천정화  2012/12/30 26
204   [2012년 12월 2일] "겨울철 건강을 챙겨주는 육해공 보양식"  천정화  2012/11/26 52
201   [2012년 11월 18일] "겨울의 길목, 거제도를 가다"  천정화  2012/11/16 35
200   [2012년 11월 11일] "신토불이 와인의 매력 속으로~"  천정화  2012/11/08 38
198   [2012년 10월 28일] "가을이 머무르는 그곳, 창녕 화왕산을 찾아서"  천정화  2012/10/24 26
197   [2012년 10월 21일] "한방의 맛! 약이 되는 음식이야기"  천정화  2012/10/24 20
196   [2012년 10월 14일] "발효가 힘이다!"  천정화  2012/10/15 39
195   [2012년 10월 7일] "환절기 건강, 우리가 책임진다!"  천정화  2012/10/05 33
192   [2012년 9월 16일] "한 끼의 힐링, 농가의 착한 밥상"
191   [2012년 9월 9일] "가을, 이 맛에 산다!"  천정화  2012/09/14 30
190   [2012년 9월 2일] "춤 출 수 있어 행복해요~ 신바람 나는 인생"  천정화  2012/08/31 39
189   2012년 7월 22일 - 건강한 편식, 채식  김이연  2012/07/19 45
188   2012년 7월 15일 - 지리산이 품은 순수의 고장, 함양  김이연  2012/07/19 29
187   2012년 7월 8일 - 물에서 즐기는 여름, 산청 경호강  김이연  2012/07/19 16
186   2012년 7월 1일 - 무더운 여름, 바다로 해수욕장으로  김이연  2012/07/02 31
185   2012년 6월 24일 - 쉼표 가득한 사랑섬, 사량도  김이연  2012/07/02 17
184   2012년 6월 17일 - 자연과 역사가 숨 쉬는 지리산 둘레길  김이연  2012/07/02 13
183   2012년 6월 10일 - 힘이불끈! 영양만점 보양식  김이연  2012/06/11 25
182   2012년 6월 3일 - 셰프의 밥상  김이연  2012/06/11 30
181   2012년 5월 27일 - 진분홍 철쭉따라 합천으로  김이연  2012/05/29 29
180   2012년 5월 20일 - 지리산이 선물한 자연, 하동녹차  김이연  2012/05/29 16
179   2012년 5월 13일 - 한방의 전통이 살아 숨 쉬는 곳, 산청  김이연  2012/05/10 27
178   2012년 5월 6일 - 남해에서 만나는 봄의 풍경  김이연  2012/05/10 25
177   2012년 4월 29일 - 봄에 피어나는 예술의 향기  김이연  2012/05/10 22
176   2012년 4월 22일 - 봄 체험 이색 여행지  김이연  2012/04/24 47
175   2012년 4월 15일 - 진해 벚꽃 축제  김이연  2012/04/24 20
174   2012년 4월 1일 - 꽃피는 하동에 봄이 오면  김이연  2012/04/24 24
173   2012년 3월 18일 - 오감만족 가족여행, 경남의령  김이연  2012/04/24 24
172   2012년 3월 11일 - 신기한 동물의 세계, 독수리와 공룡
171   2012년 3월 4일 - 아름다운 섬, 욕지도  김이연  2012/03/06 62
170   2012년 2월 26일 - 남녘에서 들려오는 봄 오는 소리  김이연  2012/02/23 41
169   2012년 2월 19일 - 건강을 지켜자, 겨울철 실내운동  김이연  2012/02/17 52
168   2012년2월12일 - 아껴쓰고 바꿔쓰는 겨울철 에너지절약  김이연  2012/02/09 34
167   2012년 2월 5일 - 겨울이면 생각나는 그곳, 창녕  김이연  2012/02/05 33
166   20112년 1월 29일 - 보물섬 남해기행  김이연  2012/02/05 25
165   2012년 1월 15일 - 하얀겨울, 빨간겨울  김이연  2012/02/05 22
```

| 회차 | 방송일  | 지역                   | 제목 (원제)          |
| ---- | ------- | ---------------------- | -------------------- |
|      | 1월 8일 | 창원                   | 세계 각국의 새해풍습 |
| 대구 | 1월 8일 | 영덕 포구 기행         |                      |
| 춘천 | 1월 8일 | 밤두둑 마을의 겨울나기 |                      |

### 2013년
```
265   [2013년 12월 29일] 추운 겨울, 뜨거운 유혹  김문정  2013/12/29 50
264   [2013년 12월 22일] 방송은 없습니다.  김문정  2013/12/18 14
263   [2013년 12월 15일] 방송은 없습니다.  김문정  2013/12/09 16
262   [2013년 12월 8일] 정성과 비법이 만든다 우리 전통장!  김문정  2013/12/09 26
260   [2013년 12월 1일] 겨울 별미 바다맛 삼총사!  김문정  2013/12/01 34
259   [2013년 11월 24일] 방송은 없습니다.  김문정  2013/12/01 10
258   [2013년 11월 17일] 가을 절경 대격돌! 가야산 vs 화왕산  김문정  2013/12/01 15
257   [2013년 11월 10일] 통영으로 떠나는 낭만여행
256   [2013년 11월 3일] 心身보약, 가을별미  석주희  2013/11/01 42
255   [2013년 10월 27일] 방송은 없습니다.  석주희  2013/10/16 30
254   [2013년 10월 20일] 방송은 없습니다.  석주희  2013/10/16 23
253   [2013년 10월 13일] 진주에서 만끽하는 가을 풍경  석주희  2013/10/10 35
252   [2013년 10월 6일] 1%를 찾아 떠나는 합천기행  석주희  2013/09/27 42
251   [2013년 9월 29일] 맛도 영양도 최고! 건강 주전부리  석주희  2013/09/22 45
250   [2013년 9월 22일] 원기충전! 명절 피로회복 대작전  석주희  2013/09/12 73
249   [2013년 9월 15일] 방송은 없습니다.  석주희  2013/09/06 23
248   [2013년 9월 8일] 매력만점 가을맞이 풍경 속으로  석주희  2013/08/30 68
247   [2013년 9월 1일] 색을 먹으면 건강이 보인다, 컬러푸드
246   [2013년 8월 25일] 新 왕의 보양식을 찾아서  석주희  2013/08/16 63
245   [2013년 8월 18일] 자연이 살아숨쉬는 고장, 하동기행  석주희  2013/08/14 39
244   [2013년 8월 11일] 여름 입맛을 잡는다, 이색 농산물 열전  석주희  2013/08/04 67
243   [2013년 8월 4일] 더위 탈출, 여름 바다가 좋다  석주희  2013/07/28 71
242   [2013년 7월 28일] 방송은 없습니다.  석주희  2013/07/19 25
240   [2013년 7월 21일] 한 여름 실속 휴가, 그린 바캉스  석주희  2013/07/16 64
239   [2013년 7월 14일] 여름을 당당하게! 이색운동의 매력 속으로  석주희  2013/07/16 41
235   [2013년 7월 7일] 방송은 없습니다.  석주희  2013/06/27 23
234   [2013년 6월 30일] 함양으로 떠나는 건강여행  석주희  2013/06/21 72
233   [2013년 6월 23일] 여름을 즐기는 색다른 방법
232   [2013년 6월 16일] 달콤한 천연 보약, 여름과일 3총사  석주희  2013/06/07 100
231   [2013년 6월 9일] 내 손으로 만드는 착한 먹거리  석주희  2013/06/01 73
230   [2013년 6월 2일] 나를 위한 위로, 힐링 테라피  석주희  2013/05/25 75
229   [2013년 5월 26일] 스트레스 타파, 레포츠의 모든 것  석주희  2013/05/24 51
228   [2013년 5월 19일] 5월, 주말의 체험 명소  석주희  2013/05/19 97
227   [2013년 5월 11일] 방송은 없습니다.  석주희  2013/05/03 62
226   [2013년 5월 4일] 다양한 매력이 공존하는 곳, 양산  석주희  2013/05/03 49
225   [2013년 4월 27일] 일상 속 쉼표 찾기, 창녕 여행  석주희  2013/04/25 62
224   [2013년 4월 20일] 물길 따라 떠나는 사천 여행  석주희  2013/04/17 67
223   [2013년 4월 13일] 새 봄, 새 결실의 매력 속으로
222   [2013년 4월 7일] "지금 진해에는 봄 향기가 진해~"  천정화  2013/04/07 34
221   [2013년 3월 31일] "경남 김해의 숨은 매력 찾기!"  천정화  2013/03/29 30
220   [2013년 3월 24일] "물길과 꽃길의 고장, 경남 하동을 가다"  천정화  2013/03/25 34
219   [2013년 3월 17일] "봄 알리미, 봄 별미를 찾아서!"  천정화  2013/03/25 32
218   [2013년 3월 10일] "한 번 가면 함안차사! 경남 함안의 매력 속으로~"  천정화  2013/03/07 35
217   [2013년 3월 3일] "보물섬 남해를 찾아서!"  천정화  2013/02/28 38
216   [2013년 2월 24일] "거제도에서 봄을 찾기!"  천정화  2013/02/22 40
215   [2013년 2월 17일] "연화도와 우도의 맛과 멋!"  천정화  2013/02/17 34
214   2013년 2월 10일 방송은 없습니다.  천정화  2013/02/06 13
213   [2013년 2월 3일] "정성 깃든 손 맛, 전통 주전부리를 찾아서!"
212   [2013년 1월 27일] "전통의 숨결이 스민 곳, 경남 함양"  천정화  2013/01/23 51
211   [2013년 1월 20일] "거창한 겨울여행!"  천정화  2013/01/18 42
210   [2013년 1월 13일] "경남 밀양을 보GO 즐기GO!"  천정화  2013/01/11 30
209   [2013년 1월 6일] "전통시장 대박 집, 그 맛을 찾아서!"
```

### 2014년
| 회차 | 방송일    | 제목 (원제)                                      |
| ---- | --------- | ------------------------------------------------ |
|      | 1월 5일   | 거창한 겨울 여행은 거창으로! 외                  |
|      | 1월 12일  | 투박한 매력에 반했다! 내 사랑 옹기! 외           |
|      | 1월 19일  | 정성이 듬뿍! 수제 명정 선물 외                   |
|      | 1월 23일  | 이한치한! 겨울을 이겨라! 외                      |
|      | 2월 6일   | 전통의 맛과 멋 외                                |
|      | 2월 13일  | 일찍 만난 2월의 봄! 외                           |
|      | 2월 20일  | 경남의 명인을 찾아서 외                          |
|      | 2월 27일  | 건강을 지키는 힘 효소! 외                        |
|      | 3월 6일   | 나무야 놀자! 외                                  |
|      | 3월 13일  | 봄맞이 군살 대청소! 외                           |
|      | 3월 20일  | 볼거리 즐길거리가 가득! 함양 기행 외             |
|      | 4월 13일  | 느리게 가는 하동기행 외                          |
|      | 5월 4일   | 거제의 봄 명물, 맹종죽! 외                       |
|      | 5월 11일  | 동물은 내 친구! 신나는 동물체험 외               |
|      | 5월 18일  | 눈과 입이 즐거운 합천여행 외                     |
|      | 5월 25일  | 착한 먹거리를 찾아라 외                          |
|      | 6월 1일   | 산청에서 산과 강을 즐겨라! 외                    |
|      | 6월 8일   | 풍요의 땅, 하동으로~ 외                          |
|      | 6월 15일  | 한 알의 보약! 베리베리 삼총사! 외                |
|      | 6월 22일  | 재미가 쏠쏠~ 남해 체험마을 속으로~ 외            |
|      | 6월 29일  | 행복하고 착한 여행! 거창 공정여행 속으로~ 외     |
|      | 7월 6일   | 제철맞은 건강지킴이, 와송! 외                    |
|      | 7월 13일  | 여름을 책임진다! 산삼요리열전! 외                |
|      | 7월 20일  | 거제의 바다를 몸으로 즐겨라! 외                  |
|      | 7월 27일  | 마음을 열고 다가가는 고성으로의 여행 외          |
|      | 8월 3일   | 황강에서 놀자 외                                 |
|      | 8월 10일  | 아이들에게 선물이 되는 시간, 김해여행 외         |
|      | 8월 17일  | 사천을 맛보다! 사천 맛 기행 외                   |
|      | 8월 24일  | 통영, 이순신 장군의 흔적을 찾아서.. 외           |
|      | 8월 31일  | 한려수도의 탐나는 섬, 욕지도!                    |
|      | 9월 7일   | 맛과 멋이 흐르는 함양으로 외                     |
|      | 9월 14일  | 통영에서 즐겨보는 문화여행 외                    |
|      | 9월 21일  | 태고의 자연을 느끼다. 우포늪 생태여행 외         |
|      | 9월 28일  | 가을 풍경을 찾아 떠나다, 하동 여행 외            |
|      | 10월 5일  | 보고, 먹고, 즐길 수 있는 산, 거창 감악산으로! 외 |
|      | 10월 12일 | 나무가 준 가을 선물! 함양은 지금 풍년이오~ 외    |
|      | 10월 19일 | 가을의 속살을 느낄 수 있는 밀양으로! 외          |
|      | 10월 26일 | 진주의 맛과 멋을 느끼다, 진주 남강여행 외        |
|      | 11월 2일  | 연안을 따라 즐기는 마산여행 외                   |
|      | 11월 9일  | 가을의 즐거움을 붙잡다, 합천여행 외              |
|      | 11월 16일 | 김해 역사 여행! 경전철이 답이다! 외              |
|      | 11월 23일 | 살아가고, 돌아오고, 쉬어가는 곳, 산청 지리산 외  |
|      | 11월 30일 | 사량도와 사랑에 빠지다 외                        |
|      | 12월 7일  | 고성 해안도로에서 색다른 재미를 찾아라! 외       |
|      | 12월 14일 | 추운 겨울, 나의 체온을 1도 올려라! 외            |
|      | 12월 21일 | 손맛이 꿀맛! 외                                  |
|      | 12월 28일 | 2014년을 마음에 새기는 방법 외                   |

### 2015년
| 회차 | 방송일    | 제목 (원제)                          |
| ---- | --------- | ------------------------------------ |
|      | 1월 5일   | 거창, 겨울아~ 놀자!                  |
|      | 1월 12일  | 투박한 매력 속으로! 내 사랑 옹기!    |
|      | 1월 19일  | 밤이면 밤마다~ 대끼리 상남야시장     |
|      | 1월 26일  | 무시무시한 겨울보양식, 무            |
|      | 2월 2일   | 창동, 추억 속으로 외                 |
|      | 2월 9일   | 스토리가 있는 남해 여행 외           |
|      | 2월 27일  | 대를 잇는 맛집 외                    |
|      | 3월 6일   | 봄을 알리는 바다의 맛 외             |
|      | 3월 13일  | 멍게꽃이 활짝 피었습니다.            |
|      | 3월 20일  | 봄이 시작되는 곳, 거제 지심도        |
|      | 3월 27일  | 약이 되는 봄쑥                       |
|      | 4월 3일   | 꽃보다 봄~ new                       |
|      | 4월 10일  | 하동으로 떠나는 봄여행               |
|      | 4월 17일  | 딸기가 좋아                          |
|      | 4월 24일  | 봄꽃의 여왕, 벚꽃 외                 |
|      | 5월 1일   | 창녕으로 떠나는 힐링여행 외          |
|      | 5월 8일   | 남해바다의 맛과 멋! 외               |
|      | 5월 15일  | 초록빛 거제여행 외                   |
|      | 5월 22일  | 氣가 찬 산청 힐링여행 외             |
|      | 5월 29일  | 水려한 합천 여행 외                  |
|      | 6월 4일   | 다함께 茶茶茶 외                     |
|      | 6월 11일  | 맛보GO! 즐기GO! 남해여행 외          |
|      | 6월 18일  | 초여름의 정취와 맛! - 함안 외        |
|      | 6월 25일  | 色다른 하동여행 외                   |
|      | 7월 2일   | 거창으로 떠나는 시간여행 외          |
|      | 7월 9일   | 앉은뱅이 밀을 아시나요? 외           |
|      | 7월 16일  | 고성 여름 바다의 맛! 외              |
|      | 7월 23일  | 의령에서 만난 여름의 맛! 외          |
|      | 7월 30일  | 함양으로 떠나는 건강여행 외          |
|      | 8월 6일   | 산과 강으로 떠나는 산청여행 외       |
|      | 8월 13일  | 섬진강에서 여름 즐기기 외            |
|      | 8월 20일  | 여름엔, 거제 바다로! 외              |
|      | 8월 27일  | 사천 맛 기행 외                      |
|      | 9월 10일  | 통영 승전의 바다로 외                |
|      | 9월 17일  | 거창으로 떠나는 체험 여행 외         |
|      | 9월 24일  | 빨가면 사과, 사과는 맛있다 외        |
|      | 10월 1일  | 걷고 싶은 길, 밀양 둘레길 외         |
|      | 10월 8일  | 진해 시간여행, 그땐 그랬지 외        |
|      | 10월 15일 | 해를 품은 해(海), 사천 바다여행 외   |
|      | 10월 22일 | 섬에서 놀자, 통영 욕지도 외          |
|      | 10월 29일 | 창녕의 숨은 보물을 찾아라! 외        |
|      | 11월 5일  | 산청 황매골, 색다른 가을 속으로 외   |
|      | 11월 12일 | 합천, 천년의 시간을 걷다 외          |
|      | 11월 19일 | 창원으로 떠나는 힐링여행 외          |
|      | 11월 26일 | 먹GO 보GO 즐기GO, 보물섬 남해여행 외 |
|      | 12월 3일  | 하동 색다른 매력에 빠지다 외         |
|      | 12월 10일 | 이야기가 있는 통영여행 외            |
|      | 12월 17일 | 신명나는 밀양아리랑길 외             |
|      | 12월 24일 | 나무야 나무야 뭐하니 외              |

### 2016년
| 회차 | 방송일   | 제목 (원제)                                    |
| ---- | -------- | ---------------------------------------------- |
|      | 1월 7일  | 꼼지락 체험여행 외                             |
|      | 1월 14일 | 거제, 겨울바다로 가자 외                       |
|      | 1월 21일 | 거창한(寒) 겨울여행 외                         |
|      | 1월 28일 | 합천, 전통의 맛을 찾아 떠나는 여행 외          |
|      | 2월 4일  | 남해, 겨울의 맛과 멋 외                        |
|      | 2월 11일 | 과거로! 현재로! 미래로! 신나는 과학체험여행 외 |
|      | 2월 18일 | 함양, 고즈넉함에 빠지다 외                     |
|      | 2월 25일 | 겨울의 끝자락, 창녕에 반하다 외                |
|      | 3월 3일  | 거제로 떠나는 봄맞이 여행 외                   |

## 같이 보기
- KBS창원방송총국
- KBS대구방송총국
- KBS부산방송총국